# 土壤粘闭
土壤粘闭是指当土壤水分含量大于某一个临界值时，外界的扰动会使土壤结构破坏，比如团聚体或者孔隙度降低，最终导致土壤紧实度增加，土壤质量降低的现象。